# Léon Scieur
Léon Scieur (19. marts 1888 – 7. oktober 1969 ) var en belgisk cykelrytter, som vandt Tour de France i 1921.